# Brasilennea
Brasilennea is een uitgestorven geslacht van weekdieren uit de klasse van de Gastropoda (slakken).

## Soorten
- Brasilennea arethusae Maury, 1935 †
- Brasilennea guttula Salvador & Simone, 2012 †
- Brasilennea minor Trindade, 1956 †